# Jacopo Musso
Jacopo Musso (1993) è un nuotatore italiano, che detiene il record mondiale nella prova dei 100m trasporto manichino con pinne torpedo..